# Hua Guofeng
Hua Guofeng (tradicionalna kitajščina: 華國鋒; poenostavljena kitajščina: 华国锋; pinjin: Huá Guófēng), kitajski politik in državnik, * 16. februar 1921, Džjaočeng, Šanši, Republika Kitajska, † 20. avgust 2008, Peking, Ljudska republika Kitajska.
Po smrti Mao Cetunga leta 1976 se je znašel na Kitajskem z neizmerno močjo; njegova hegemonija se je končala leta 1981, ko je reformistična komponenta Denga Šjaopinga prevzela oblast v Komunistični partiji Kitajske.